# Перелік пам'яток культурної спадщини, що не підлягають приватизації (Рівненська область)
В Рівненській області до переліку пам'яток культурної спадщини, що не підлягають приватизації, внесено 64 об'єктів культурної спадщини України.

## Рівненська міська рада
| Найменування пам'ятки               | Час створення | Місце розташування                | Охоронний номер |
| ----------------------------------- | ------------- | --------------------------------- | --------------- |
| Будівля гімназії                    | 1839 рік      | м. Рівне, вул. М. Драгоманова, 19 | 599             |
| Костел                              | XIX сторіччя  | м. Рівне, пл. Музики, 1           | 9-Рм            |
| Будинок житловий                    | XIX сторіччя  | м. Рівне, вул. Симона Петлюри, 17 | 1-Рм            |
| Будинок житловий                    | XIX сторіччя  | м. Рівне, вул. Симона Петлюри, 27 | 3-Рм            |
| Будівля музично-драматичного театру | XX сторіччя   | м. Рівне, пл. Театральна, 1       | 11-Рм           |

## Гощанський район
| Садиба Валевського | XIX сторіччя | смт Гоща, вул. Садова, 5 | 50-Рм |

## Володимирецький район
| Цивільна споруда | XVII сторіччя | с. Стара Рафалівка | 49-Рм |

## Дубенський район
| Іллінська церква                       | 1905 рік             | м. Дубно, вул. Данила Галицького, 13 | 19     |
| Комплекс монастиря бернардинців:       | 1630 рік             | м. Дубно, вул. Данила Галицького, 28 | 611/0  |
| церква Святого Миколая                 | 1630 рік             | м. Дубно, вул. Данила Галицького, 28 | 611/1  |
| келії                                  | 1630 рік             | м. Дубно, вул. Данила Галицького, 28 | 611/3  |
| Луцька брама                           | XV-XVI сторіччя      | м. Дубно, вул. Данила Галицького, 32 | 610    |
| Будинок Домбровського                  | XIX сторіччя         | м. Дубно, вул. М. Грушевського, 156  | 13     |
| Замок князів Острозьких- Любомирських: | XVI-XVIII сторіччя   | м. Дубно, вул. Замкова, 15           | 609/0  |
| надбрамний корпус                      | XVI сторіччя         | м. Дубно, вул. Замкова, 15           | 609/1  |
| палац Любомирських                     | XVI-XVIII сторіччя   | м. Дубно, вул. Замкова, 15           | 609/2  |
| Будинок купця                          | XIX сторіччя         | м. Дубно, вул. Кирила і Мефодія, 6   | 30-Рм  |
| Будинок купця                          | XIX сторіччя         | м. Дубно, вул. Кирила і Мефодія, 10  | 29     |
| Будівлі торговельно-житлові            | XIX сторіччя         | м. Дубно, вул. Кирила і Мефодія, 12  | 22     |
| Синагога                               | XVI сторіччя         | м. Дубно, вул. Кирила і Мефодія, 23  | 31     |
| Будинок Ельберта                       | XIX сторіччя         | м. Дубно, вул. Т. Бульби, 4          | 20     |
| Будинок контрактів                     | XIX сторіччя         | м. Дубно, вул. Свободи, 1            | 21     |
| Парафіяльний костел з келіями          | 1832 рік             | м. Дубно, вул. К. Острозького, 18    | 14     |
| Будівлі торговельно-житлові            | 1832 рік             | м. Дубно, вул. М. Драгоманова, 1     | 14/1   |
| Церква Святого Юрія:                   | 1700 рік             | м. Дубно, вул. Садова, 10            | 1494/1 |
| дзвіниця                               | 1700 рік             | м. Дубно, вул. Садова, 10            | 1494/2 |
| Будинок житловий                       | XIX сторіччя         | м. Дубно, вул. Свободи, 8            | 23     |
| Будинок житловий                       | XIX сторіччя         | м. Дубно, вул. Свободи, 10           | 24     |
| Будинок житловий                       | XIX сторіччя         | м. Дубно, вул. Свободи, 12           | 25     |
| Будинок житловий                       | XIX сторіччя         | м. Дубно, вул. Свободи, 14           | 28     |
| Будинок житловий                       | XIX сторіччя         | м. Дубно, вул. Свободи, 16           | 26     |
| Будинок житловий                       | початок XIX сторіччя | м. Дубно, вул. Свободи, 18           | 27     |
| Будівля хмелефабрики                   | XIX сторіччя         | м. Дубно, вул. Свободи, 48           | 15     |
| Спасо-Преображенська церква            | XVI сторіччя         | м. Дубно, вул. І. Франка, 30         | 18     |
| Садиба                                 | 1870 рік             | м. Дубно, вул. Т. Шевченка, 10       | 12     |
| Костел та монастир кармеліток          | 1630-1686 роки       | м. Дубно, вул. Т. Шевченка, 51       | 1493   |
| Форт                                   | XIX сторіччя         | с. Тараканів                         | 80     |

## Здолбунівський район
| Будинок ксьондза                          | XVIII сторіччя                   | смт Мізоч        | 105-Рм |
| Комплекс монастиря-фортеці Святої Трійці: | XV-XIX сторіччя                  | с. Дермань Друга | 616/0  |
| надбрамна башта-дзвіниця                  | середина XV сторіччя             | с. Дермань Друга | 616/1  |
| церква Святої Трійці                      | початок XVII сторіччя - 1849 рік | с. Дермань Друга | 616/2  |
| корпус келій                              | XVII-XIX сторіччя                | с. Дермань Друга | 616/3  |
| флігель з теплою церквою                  | 1821 рік                         | с. Дермань Друга | 616/4  |
| криниця                                   | XV сторіччя                      | с. Дермань Друга | 616/5  |
| фрагменти оборонного муру                 | XV сторіччя                      | с. Дермань Друга | 616/6  |
| Будівля духовної семінарії                | 1912 рік                         | с. Дермань Друга | 115    |

## Корецький район
| Гостинний будинок Корецьких | XIX сторіччя | м. Корець, вул. Київська, 75 | 130-Рм |
| Палац                       | 1789 рік     | с. Великі Межирічі           | 1504   |

## Млинівський район
| Палац | 1780 рік | смт Млинів, вул. І. Франка, 1б | 612 |

## Острозький район
| Садиба князів Яблоновських             | XVIII сторіччя   | м. Острог, вул. Академічна, 3      | 166-Рм |
| Замок князів Острозьких                | XIV-XVI сторіччя | м. Острог, вул. Академічна, 5      | 602    |
| Надбрамна дзвіниця                     | 1905 рік         | м. Острог, вул. Академічна, 5      | 155-Рм |
| Будинок житловий                       | XIX-XX сторіччя  | м. Острог, просп. Незалежності, 45 | 159    |
| Костел Успіння Діви Марії              | XV-XIX сторіччя  | м. Острог, вул. Князів Острозьких  | 1509   |
| Башта Луцька                           | XVI сторіччя     | м. Острог, вул. І. Папаніна, 3     | 604    |
| Будинок житловий                       | XIX сторіччя     | м. Острог, вул. Ревкомівська, 2    | 160-Рм |
| Будинок житловий                       | XIX сторіччя     | м. Острог, вул. Ревкомівська, 4    | 161-Рм |
| Будинок житловий                       | XIX сторіччя     | м. Острог, вул. Ревкомівська, 10   | 162-Рм |
| Костел та монастир капуцинів           | 1758 рік         | м. Острог, вул. Семінарська, 2     | 182-Рм |
| Башта надбрамна Татарська              | XVI сторіччя     | м. Острог, вул. Татарська          | 603    |
| Монастир-фортеця Святої Трійці         | XV-XVII сторіччя | с. Межиріч                         | 605    |
| Брама міська із земляними укріпленнями | XVI сторіччя     | с. Межиріч                         | 1510   |

## Радивилівський район
| Церква Святого Михаїла | 1650 рік | с. Пляшева | 1528 |
| Церква Святого Георгія | 1914 рік | с. Пляшева | 1529 |